# Austrolithoideae
Austrolithoideae, potporodica crvenih algi, dio porodice Hapalidiaceae. Sastoji se od tri monotipska roda morskih algi, a tipična je A. problematicum iz Guama.

## Rodovi
1. †Austrolithon A.S.Harvey & Woelkerling, 1995
2. †Boreolithon A.S.Harvey & Woelkerling, 1995
3. Epulo R.A.Townsend & Huisman, 2004